# 藤田晋 (1922年生)
藤田 晋（ふじた すすむ、1922年1月5日 - 2008年6月15日）は、日本の経営者。安藤建設社長、会長を務めた。

## 経歴
東京都出身。1946年に早稲田大学理工学部建築学科を卒業し、同年に安藤組(のちの安藤建設)に入社。
1967年に取締役に就任し、1972年5月に常務、1975年5月に専務を経て、1978年6月に副社長に就任し、1982年6月には社長に昇格。1989年6月に会長を経て、1997年6月には相談役に就任。
1993年11月に勲二等瑞宝章を受章。
2008年6月15日急性肺炎のために死去。86歳没。